# 曼麗白眼蝶
曼麗白眼蝶（學名：Melanargia meridionalis），是屬於蛺蝶科眼蝶亞科的一種蝴蝶，是白眼蝶屬的一種。分佈於中國河南、浙江、甘肅、陝西，模式產地為浙江寧波。生活於海拔1800以上的高山林地。飛行緩慢，愛訪花。

## 外型
翅面大部分黑褐色，包括翅脈，又配有淡白斑紋。後翅翅底的亞外緣和臀角有大小4個眼斑，中室端上方有1條細橫線。

## 腳註
1. ↑  C. & R. Felder, 1862 Observationes de Lepidoteris nonullis Chinae centralis et Japoniae Wien. ent. Monats. 6 (1): 29
2. 1 2  許家珠、魏煥志、賴平芳. . 中國: 陝西科學技術出版社. 2010年6月. ISBN 9787536947801 （中文（简体））.

## 外部連結
- 维基共享资源上的相關多媒體資源：曼麗白眼蝶
- Melanargia meridionalis （页面存档备份，存于） - funet.fi